# The Sisterhood of Night
Pour plus de détails, voir Fiche technique et Distribution.
The Sisterhood of Night est un film américain réalisé par Caryn Waechter (en) et sorti en 2014.

## Synopsis
L'histoire commence à Kingston, à New York, où Emily Parris (Kara Hayward) décide de retrouver sa camarade de classe, Mary Warren (Georgie Henley), pour avoir ruiné son audition pour une épreuve scolaire. Alors que Mary, forcée par le professeur de théâtre, tient son audition, Emily vole le téléphone de Mary et publie tout le texte de Mary sur son blog. Mary reprend alors en appelant Emily une pute de blog devant toute l'école, qui a atterri les deux filles dans le conseil d'orientation, le bureau de Gordy Gambhir (Kal Penn). Plus tard cette nuit-là, Mary écrit sur son mur de Facebook qu'elle va prendre un vœu de silence et ensuite supprime son Facebook et tous les autres comptes de médias sociaux. C'est alors que Mary a l'idée de créer la Sisterhood, Et les premiers membres qu'elle recrute sont Catherine Huang (Willa Cuthrell) et Lavinia Hall (Olivia DeJonge). Ensemble, les trois filles s'aventurent dans la nuit, disparaissent dans la forêt par la frontière de la ville et commencent leur rituel.
Au cours de la prochaine année scolaire, la Sisterhood est devenue une connaissance commune entre les filles à l'école, mais personne, sauf pour ceux qui y sont, sait vraiment ce qui se passe dans les bois la nuit en raison d'un vœu de silence que chaque fille prend, Et les filles qui ne veulent pas l'être, mais chaque membre doit être choisi par Mary. Emily a envie d'être dans la Sisterhood, et quand une fille nommée Hilda est choisie au lieu d'elle, elle vole le carré de papier plié, chaque fille Sisterhood est présentée avec le sac de Hilda. Elle le mémorise et fait sa propre version quand elle rentre à la maison. Après avoir compris le lieu de rendez-vous, Emily suit Hilda et une autre fille de la Sœur aux bois, se cachant alors que les filles commencent leur rituel. Tout en tirant sur une photo, elle est repérée et est ensuite vue dans son lit, publiant une nouvelle mise à jour sur son blog. La mise à jour décrit comment elle a entendu les filles chanter des choses sales, se déshabiller et se toucher, puis couper la main d'Emily avec un couteau avant de la toucher aussi. Plus tard, Emily rencontre Mary pendant la messe et procède à une scène sur toutes les choses que Mary lui a faites. Emily se fane et se réveille vers Mary en disant qu'elle ne sera jamais l'une d'entre elles, puis partira avec Catherine et Lavinia.
Mary, Catherine, Lavinia et le reste des filles de Sisterhood respectent leur vœu de silence lorsque les parents, les enseignants et même les journalistes (qui ont tous lu le blog d'Emily) leur demandent la Sisterhood. La mère de Lavinia, Rose Hall, recherche la chambre de Lavinia et découvre une poupée avec un symbole pentagramme tiré sur le ventre. Après que Lavinia revienne d'une réunion de sœur, elle est confrontée à sa mère qui trouve le même symbole tatoué sous son âge de la côte. Dans le même temps, deux autres filles se présentent avec la même confession que ce qui est arrivé à Emily leur est arrivé, ce qui a entraîné une augmentation de l'hystérie. Emily et les deux filles proposent un plan sur la façon dont ils recevront Lavinia, une fille fragile qui lutte avec les rencontres constantes de sa mère, pour avouer de quoi est vraiment la Sisterhood. Lavinia, en colère contre sa mère,
La même nuit, Mary se trouve accidentellement seule à l'extérieur tout en essayant d'éviter d'être pris pour être sorti après le nouveau couvre-feu. Son plan original était de parler à Jeff, son petit ami qu'elle rencontrait en secret. Fatigué d'être son secret, Jeff le brise, ne veut plus être caché. Mary, à cœur brisé, avait réussi à se réconcilier avec lui, mais il ne vient pas à sa fenêtre quand elle lui jette des pierres. Sans savoir quoi faire, elle se tourna vers la maison de Gambhir. Elle parvient à s'immiscer, et elle parle à Gambhir. À leur insu, ils sont observés par Sue Parris (Jessica Hecht), la mère d'Emily, qui encoche une image de ces deux, en supposant qu'ils soient en relation sexuelle. Après avoir pris quelques pilules de prescription de Gambhir, Mary passe la nuit sur son canapé, Et est réveillé par sa mère le lendemain matin, après avoir vu la photo que Sue Parris a envoyée. Gambhir est ensuite renvoyé de son travail à l'école, même après que lui et Marie l'ont juré, rien ne s'est passé. En sentant que les choses commencent à échapper au contrôle, Catherine et Lavinia tentent de convaincre Mary de raconter à tout le monde ce qui se passe réellement, mais Mary refuse de rompre le vœu et promet qu'elle la réparera. Mary essaie de parler aux parents et aux journalistes pour dissiper la situation lors d'une petite conférence de presse à l'école, mais Gambhir est présent et interrogé par la presse et les parents en colère, alors Mary ne peut pas leur dire ce qui s'est passé. Marie fait alors la place du papier maintenant infâme, tout comme celle qu'elle donne aux filles Sisterhood, et l'accorde à Gambhir, l'invitant à se voir. Il reçoit Rose Hall (Laura Fraser), la mère de Lavinia, pour venir avec lui, et les deux témoignent alors que les filles ne font que s'entendre dans un cercle autour d'un feu, partager leurs secrets, leurs espoirs et leurs rêves avant de brûler la pièce De papier avec leurs secrets écrits dans le feu, les gardant ainsi secrets pour toujours. Au cours de ce montage et à travers un montage de réunions de fraternité, Catherine et Mary révèlent leurs plus grands secrets; Catherine souhaite que sa mère meure ou qu'elle s'améliore, elle manque aussi sa mère (elle est implicite tout au long de son cancer) alors que Mary admet qu'elle veut perdre sa virginité et est amoureuse de Jeff. La fraternité s'éloigne du feu de joie et s'assied et réfléchit en silence, tandis que Mary regarde Gambhir et Rose, à l'insu des autres filles.
Emily, qui a été invitée à une émission de radio pour parler de son expérience d'être molestée, commence à avoir une deuxième réflexion sur son plan pour amener Lavinia à parler, et décide de se retirer, pour le désarroi de ses deux amis qui décident encore Pour aller de l'avant avec le plan. Emily essaie d'appeler Lavinia, l'avertissant de ne pas sortir ce soir, mais il est trop tard, car Lavinia a déjà été attirée par les bois par Travis, un garçon avec qui elle s'affronte. Dans les bois, Travis l'emporte sur sa chemise et est alors embusquée par les mêmes filles qui sont amis avec Emily. Ils la tiennent debout en posant un chapeau de sorcière sur la tête, la forçant à dire que les filles de Sisterhood sont des sorcières, puis la font se toucher, tout en le filmant avec une caméra vidéo. Ils téléchargent la vidéo sur Internet, droguent Lavinia, puis la conduisent à une fête d'Halloween. À la fête, Ils montrent à chacun la vidéo et commencent à la répandre, tout en appelant Lavinia un freak, une salope et une prostituée. Incapable de prendre plus de pression, Lavinia se suicide par surdosage sur le médicament de sa mère.
Au cours des funérailles de Lavinia, Mary, sachant que Lavinia n'avait jamais été embrassée, demande à Jeff de le faire par respect. Emily avoue à tout le monde qu'elle a tout inventé, qu'elle voulait être si grave dans la Sœur et qu'elle était en colère quand Mary a refusé de l'accepter, et elle demande pardon. Le blog d'Emily se révèle être un canular, et Emily est persécutée. Cependant, son blog est largement répandu sur la base du fait qu'il avait aidé un nombre exceptionnel de victimes d'abus sexuels malgré le faux motif pour lequel il a été rendu populaire. Catherine se retire de tous ses cheveux[Quoi ?] et visite sa mère malade à l'hôpital (ce qui implique qu'elle subit des traitements de chimiothérapie). Mary et Jeff se rencontrent dans la salle de photo et commencent une relation. Elle et Catherine ont alors décidé de passer par une danse qu'ils avaient préparée, Chorégraphié à la musique originale de Lavinia, pour l'école et le faire dans la mémoire de Lavinia. Emily, qui a finalement reçu la place du journal Sisterhood, se tient à l'emplacement fixé et attend inutile alors que Mary s'approche d'elle et l'invite à les rejoindre. Elle danse ensuite avec le reste des filles Sisterhood dans les rues de Kingston et dans les bois. Le film se termine par un récit sur la façon dont la Sœur continuera à être un secret pour les étrangers, que le secret sera transmis aux nouveaux membres et disparaîtra dans l'obscurité.

## Fiche technique
- Réalisation : Caryn Waechter (en)
- Scénario : Marilyn Fu
- Image: Zak Mulligan
- Musique : The Crystal Method, Tobias Enhus
- Montage : Aaron Yanes
- Durée : 104 minutes
- Dates de sortie :
  -  États-Unis : 18 octobre 2014 (Festival de Woodstock)[1]
  -  États-Unis : 27 mars 2015 (Festival du film d'Atlanta)
  -  États-Unis : 10 avril 2015

## Distribution
- Georgie Henley : Mary Warren
- Kara Hayward : Emily Parris
- Willa Cuthrell : Catherine Huang
- Olivia DeJonge : Lavinia Hall
- Kal Penn : Gordy Gambhir
- Laura Fraser : Rose Hall
- Gary Wilmes : Principal Harvey
- Neal Huff : Tom
- Hudson Yang : Henry Huang
- Louis Ozawa Changchien : Stanley Huang
- Morgan Turner : Sarah